# John Hill (botaniker)

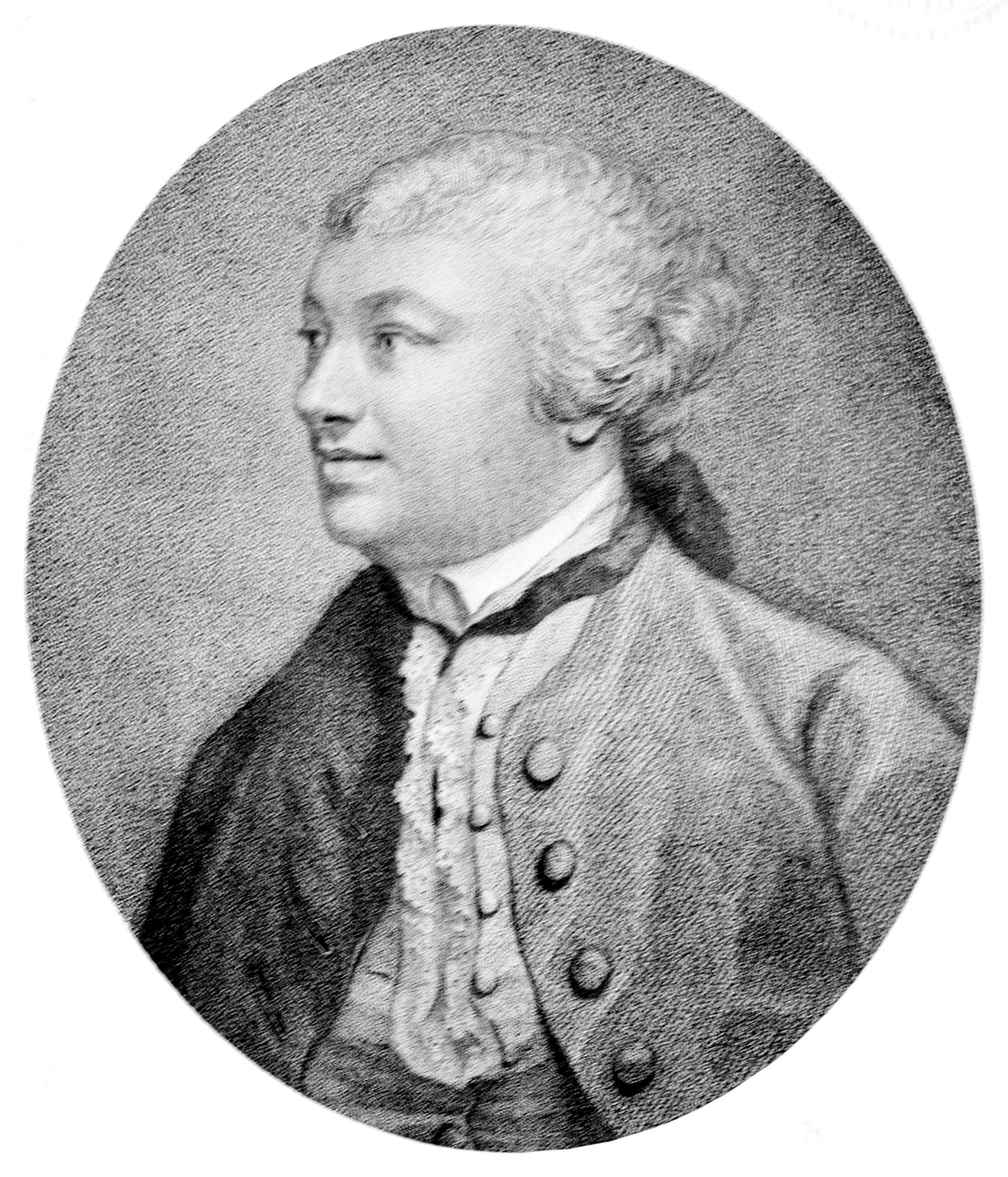
John Hill.

John Hill, född 1716 i Peterborough, död den 27 november 1775 i London, var en engelsk botanist.
Auktorsnamnet Hill kan användas för John Hill (botaniker) i samband med ett vetenskapligt namn inom botaniken; se Wikipediaartiklar som länkar till auktorsnamnet.
Auktorsnamnet J.Hill kan användas för John Hill (botaniker) i samband med ett vetenskapligt namn inom botaniken; se Wikipediaartiklar som länkar till auktorsnamnet. Detta skall dock undvikas, eftersom endast Hill är korrekt enligt nutida regler och förteckningar på auktorsnamn.
Hill levde som apotekare och läkare i London och författade betydande botaniska verk, såsom The british herbal (1756), Flora britannica (1760), Hortus kewensis (1768) och The vegetable system (26 band folio, 1 534 tavlor; 
1761-75). Deras originalitet och värde har först senare tider rätt uppskattat.